# Giovanni Battista Belzoni

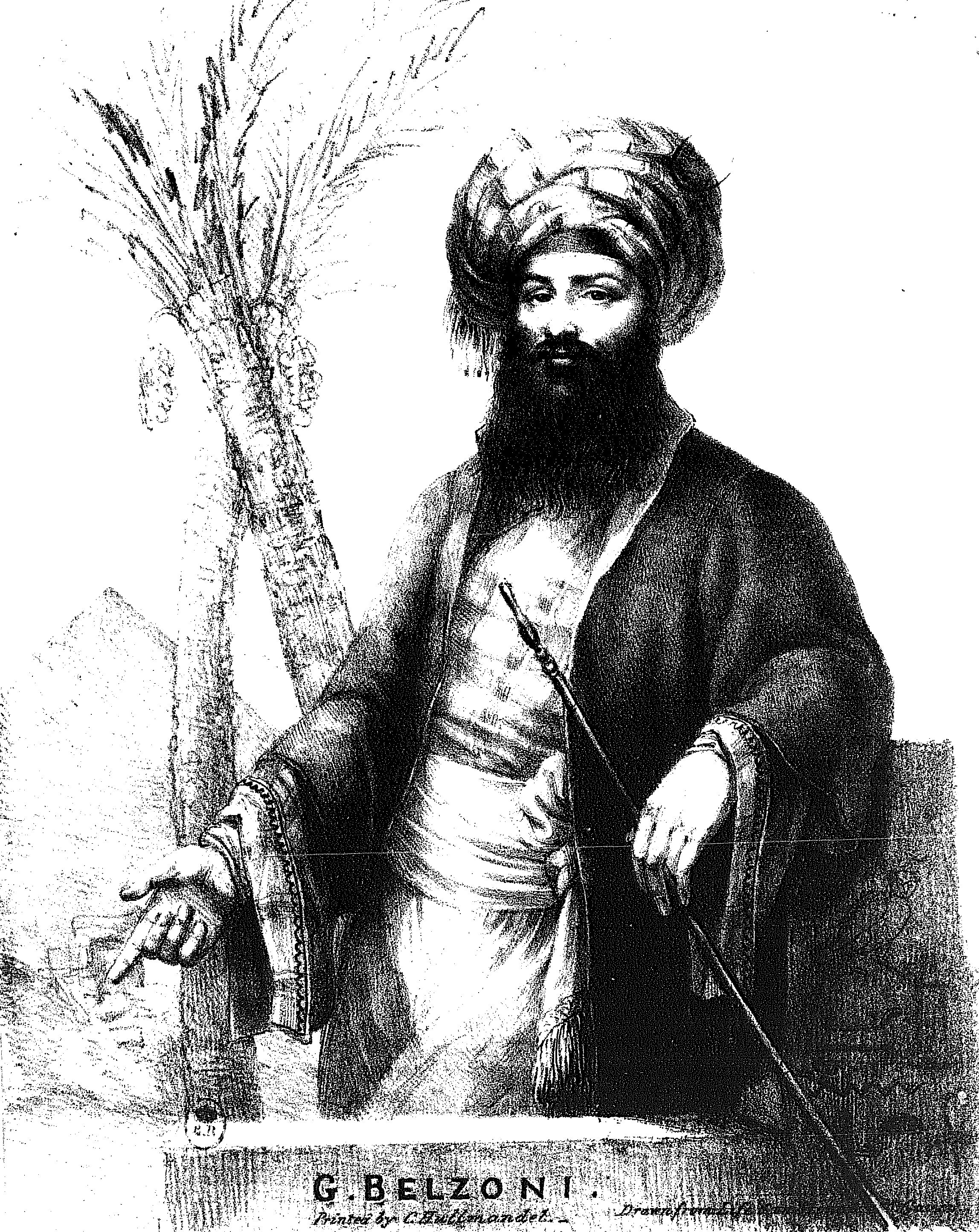
Giovanni Belzoni

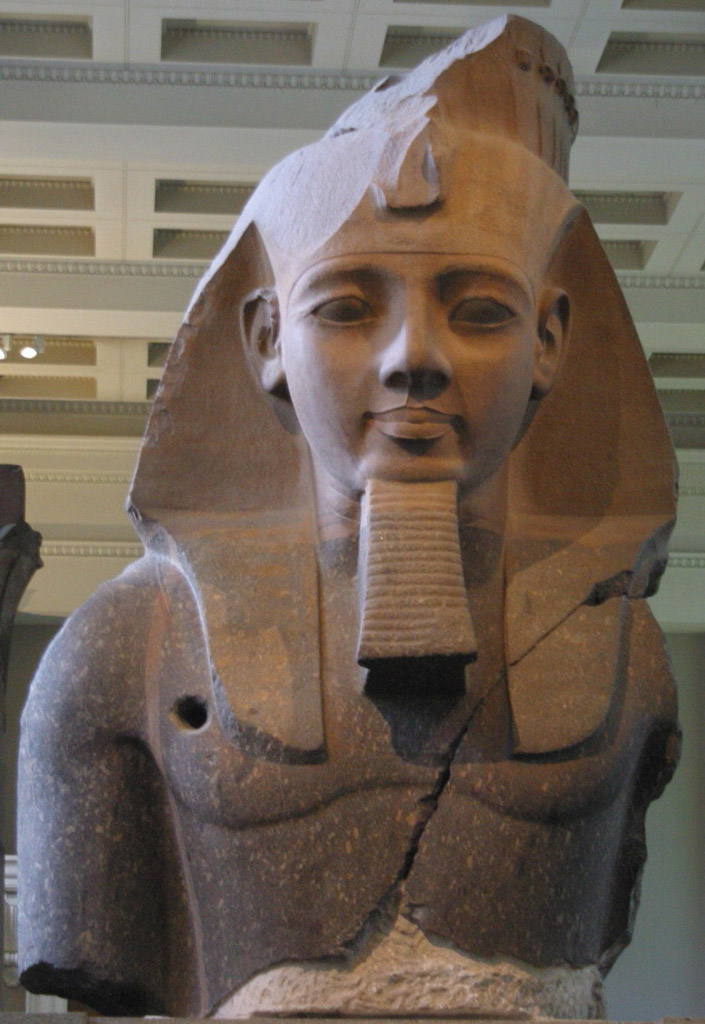
Popiersie Ramzesa II w British Museum, dostarczone przez Belzoniego

Giovanni Battista Belzoni (ur. 15 listopada 1778 w Padwie, zm. 3 grudnia 1823 w Gwato w Nigerii) – włoski siłacz cyrkowy, potem podróżnik, egiptolog–amator i badacz starożytności.

## Wczesne lata
Urodził się w Padwie w rodzinie cyrulika, ale rodzina jego pochodziła z Rzymu, gdzie spędził dzieciństwo. Początkowo był przeznaczony do stanu duchownego, lecz pod wpływem okupacji francuskiej w 1798 opuścił Rzym i powrócił do Padwy. W roku 1800 wyjechał do Holandii, a w trzy lata później do Anglii, gdzie ożenił się z Sarą Banne.
Mierzący 198 cm wzrostu, ważący 100 kg oraz obdarzony niepospolitą siłą Belzoni wraz z żoną zarabiał na życie pokazami atletycznymi, występując na jarmarkach i targach oraz na ulicach Londynu jako „Samson z Patagonii”. Jego pokazy cieszyły się tak dużym powodzeniem, że został zaangażowany przez Cyrk Astleya (Astley’s Circus) i wędrował z nim przez Anglię, Holandię i Niemcy.

## Podróże i odkrycia
W roku 1812 opuścił Anglię i podróżując poprzez Hiszpanię, Portugalię, Sycylię i Maltę dotarł w 1815 roku do Egiptu. Belzoni pragnął spotkać się z paszą Muhammadem Ali, aby zaprezentować mu machinę hydrauliczną do spiętrzania wód Nilu. Eksperyment zakończył się sukcesem, jednakże Muhammad Ali nie wyraził zainteresowania projektem i zniechęcony Belzoni wyruszył w podróż po Egipcie. Za wstawiennictwem Johanna Ludwiga Burckhardta, z polecenia Henry’ego Salta – podróżnika, kolekcjonera staroci i starożytności, a wówczas konsula brytyjskiego w Egipcie – wysłany został do Teb, do Ramesseum, skąd wysłał do Anglii kolosalne, ważące 7,5 t, popiersie Ramzesa II (wówczas określane Młodym Memnonem), które nadal stanowi jeden z najcenniejszych eksponatów w British Museum.
Prowadził badania w świątyni w Edfu, na Elefantynie oraz w File. W 1817 odsłonił z piasków świątynię Abu Simbel, spenetrował Karnak oraz otworzył grobowiec Setiego I w Dolinie Królów (czasem zwanym „grobowcem Belzoniego”). Jako pierwszy Europejczyk w czasach nowożytnych spenetrował piramidę Chefrena oraz dotarł do Oazy Baharija.
W 1819 powrócił do Anglii, gdzie opublikował relację ze swoich podróży i prac wykopaliskowych i odkrywczych pod tytułem „Narrative of the Operations and Recent Discoveries within the Pyramids, Temples, Tombs and Excavations in Egypt and Nubia, &c”.
W latach 1820–1821 zorganizował w Piccadilly Egyptian Hall w Londynie wystawę odręcznych rysunków przedstawiających kopie malowideł i reliefów z grobowca Setiego I. W roku 1822 z wystawą udał się do Paryża.
W 1823 wyruszył w podróż do Afryki Zachodniej, pragnąc dotrzeć do Timbuktu. Gdy odmówiono mu prawa przejazdu poprzez Maroko, wybrał dłuższą trasę przez wybrzeże Gwinei.
W trakcie podróży, w wyniku ataku dyzenterii, zmarł w wiosce Gwato na terytorium dzisiejszej Nigerii. Według oceny znanego podróżnika Richarda Burtona, został tam ograbiony i zamordowany.
W 1829 roku wdowa po Belzonim opublikowała kolekcję jego rysunków, przedstawiających grobowce królewskiej nekropoli w Tebach.

## Cytaty o Belzonim
- „Jest najbardziej proporcjonalnym olbrzymem, jakiego kiedykolwiek widziałem” – sir Walter Scott.
- „To jedna z najciekawszych postaci w całej historii egiptologii” – Howard Carter.